# Перновское воеводство
Перновское воеводство (пол. Województwo parnawskie) — воеводство Речи Посполитой, созданное на территории распавшегося Ливонского Ордена в Восточной Прибалтике.
Перновское воеводство было организовано в 1598 году королём Речи Посполитой Сигизмундом III Вазой после преобразований одного из трёх президентств, созданных после окончания Ливонской войны по условиям Ям-Запольского перемирия с Русским государством в 1582 году. Центр воеводства — город Пернов (ныне Пярну). После 1621 года Перновское воеводство фактически прекратило своё существование и вошло в состав Швеции, одержавшей победу в войнах с Речью Посполитой. Окончательно воеводство было ликвидировано после заключения Оливского мира в 1660 году.

## Воеводы икаштеляныперновские
Воеводы:
- 1598—1602 — Матвей Дембинский
- 1617—1620 — Теодор Денгоф (? — 1622)
- 1620—1627 — Иоахим Тарновский
- 1628—1633 — Пётр Тризна
- 1633—1640 — Константин Полубинский
- 1640—1642 — Эрнест Магнус Денгоф (1581—1642)
- 1642—1645 — Ян Завадский
- 1645—1646 — Ежи Литовор Хрептович
- 1646—1659 — Генрик Денгоф (ок. 1585—1659)
- 1660—1661 — Станислав Кароль Конецпольский

Каштеляны:
- 1600—1619 — Пётр Стабровский (ум. 1619)
- 1631—1634 — Гедеон Дунин-Раецкий (ум. 1654)
- 1634—1640 — Эрнест Магнус Денгоф (1581—1642)
- 1640—1648 — Николай Оссолинский (ум. 1648)
- 1648—1650 — Томаш Коссаковский
- 1652—1655 — Пётр Маковецкий
- 1655—1656 — Владислав Лещинский